# 杜彦良
杜彦良（1956年10月—），河北石家庄人，汉族，中国共产党党员，中国工程院院士。中华人民共和国政治人物、第十三届全国人民代表大会河北地区代表。
1989年获北京交通大学硕士学位，1993年获北京航空航天大学博士学位，后到石家庄铁道学院工作，2010年任石家庄铁道大学党委常委、副校长，2013年当选为中国工程院院士。2018年2月24日，当选为第十三届全国人大代表。
杜彦良长期从事轨道交通领域智能监测与安全控制研究，他提出并创建了以“长期监测、安全评价和快速修复”为核心内容的交通基础设施安全保障技术体系等系列研究成果，因此先后获国家科技进步奖特等奖2项、一等奖1项、二等奖3项，省部级科技进步奖一等奖10项。